# Спорт в Афганистане
Спорт в Афганистане — развитие спорта координируют Федерация афганского спорта и Национальный олимпийский комитет Афганистана. Спортсмены из Афганистана дебютировали на летних Олимпийских играх в Берлине в 1936 году и участвовали во всех играх. При талибах все формы спорта были запрещены, в ответ на это Международный олимпийский комитет исключил Афганистан из участия в летних Олимпийских играх в 2000 году. В стране есть горнолыжники.

## Спортивные игры
Наиболее популярным видом спорта в стране является крикет. Сборная Афганистана по этому виду спорта входит в десятку сильнейших команд мира. Кроме того афганцы увлекаются футболом, хоккеем на траве, волейболом, баскетболом и особенно пахлавани (местный вариант классической борьбы). Азартными играми увлекаются почти все группы населения. Многие афганцы играют в нарды. Среди подростков популярны бои воздушных змеев.
На севере страны практикуется традиционная игра «бузкаши» (переводится как «козлодрание»), в которой соревнующиеся команды всадников должны как можно быстрее доставить тушу животного в круг за условную линию. В районах к югу от Кабула распространены местные конно-спортивные соревнования.

## Олимпийские игры
Сборная Афганистана участвует в Олимпийских играх с 1936 года. На летние Олимпийские игры 2008 года в Пекине были отправлены четыре спортсмена — Робина Мукимяр, Массуд Азизи (лёгкая атлетика), Несар Ахмад Бахаве, и Рохуллах Никпай (тхэквондо), которые завоевали одну бронзовую медаль.

## Сборная по футболу
Сборная Афганистана по футболу представляет Афганистан на футбольных матчах и чемпионатах и контролируется Футбольной федерацией Афганистана. Не участвовала в соревнованиях с 1930 по 2002 годы, в 2006 и 2010 — не прошла квалификацию.

## Афганские боксёры
- Султани, Башармал